# Croix de cimetière des Fougerêts
La croix de cimetière des Fougerêts est située  au cimetière des Fougerêts dans le Morbihan.

## Historique
La croix de cimetière des Fougerêts fait l’objet d’une inscription au titre des monuments historiques depuis le 13 mai 1937,,.

## Architecture
La caractéristique principale de cette croix bannière est la piéta présente sur l'une de ses faces.